# Cantone di Saint-Lô-Est
Il Cantone di Saint-Lô-Est era una divisione amministrativa dell'arrondissement di Saint-Lô.
È stato soppresso a seguito della riforma complessiva dei cantoni del 2014, che è entrata in vigore con le elezioni dipartimentali del 2015.
Comprendeva parte della città di Saint-Lô e i comuni di
- La Barre-de-Semilly
- Baudre
- La Luzerne
- Sainte-Suzanne-sur-Vire